# Adrien Auzout

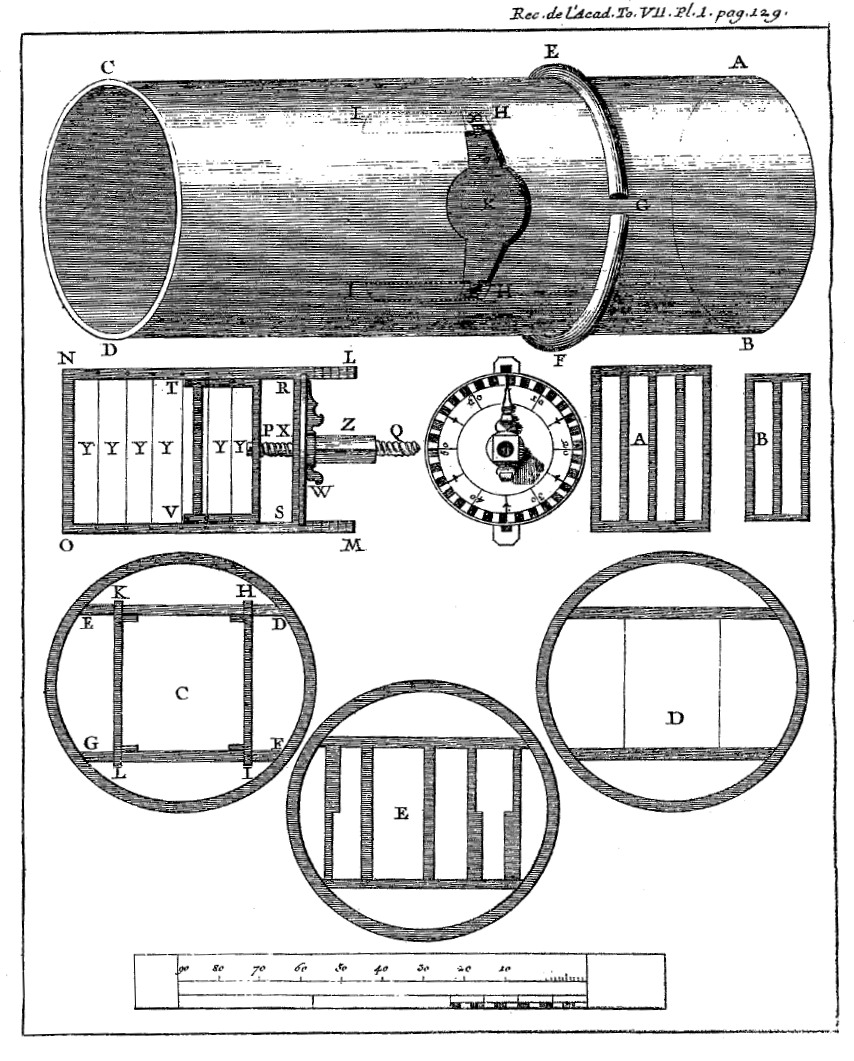
Darstellung von Auzouts Mikrometer (1729)

Adrien Auzout (* 28. Januar 1622 in Rouen, Frankreich; † 23. Mai 1691 in Rom) war ein französischer Physiker und Astronom.

## Leben und Wirken
Auzout verbesserte astronomische Instrumente und erfand, zusammen mit Jean Picard, das Fadenkreuz und 1666 das Mikrometer am Messkreis des Fernrohrs. Damit wurde das Fernrohr vom reinen Beobachtungs- auch zum Messgerät.
Auzout war Mitinitiator des Aufbaus des Pariser Observatoriums.

## Ehrungen
Auzout gehörte 1666 zu den Gründungsmitgliedern der Académie des sciences in Paris. 1668 verließ er die Gesellschaft wieder. Am 23. Mai 1666 wurde er auf Vorschlag von Henry Oldenburg zum Mitglied („Fellow“) der Royal Society gewählt.
Der Mondkrater Auzout wurde von der Internationalen Astronomischen Union (IAU) 1961 nach ihm benannt.

## Schriften (Auswahl)
- Lettre […] du 17. Iuin à Monsieur Petit, &c. 1665 (Digitalisat).
- Lettre à Monsieur l’abbé Charles sur le „Ragguaglio di due nuove osservationi, &c.“, da Giuseppe Campani, avec des remarques où il est parlé des nouvelles découvertes dans Saturne et dans Jupiter, & de plusieurs choses curieuses touchant les grandes lunetes, &c. J. Cusson, Paris 1665 (Digitalisat).
- L'éphéméride du comète […] fait à Paris le 2 janvier 1665. Paris 1665 (Digitalisat).
- L'éphéméride du nouveau comète […] fait à Paris le 16 avril 1665. Paris 1665.
- Speculations of the changes, likely to be discovered in the Earth and moon, by their respective Inhabitants. In: Philosophical Transactions. Band 1, Nr. 7, 4. Dezember 1665, S. 120–123 (doi:10.1098/rstl.1665.0052).
- To Mr. Hook, for communicating his contrivance of making, with a glass of a sphere of 20 or 40 foot diameter, a telescope drawing several hundred foot; and his offer of recompensing that secret with another, teaching to measure with a telescope the distances of objects upon the Earth. In: Philosophical Transactions. Band 1, Nr. 7, 4. Dezember 1665, S. 123–125 (doi:10.1098/rstl.1665.0053).
- Extrait d'une lettre […] touchant la maniere de prendre les diametres des planetes […] Maniere exacte pour prendre le diametre des planetes […]. Jean Cusson, Paris 1667 (Digitalisat).
- An extract of a letter written Decemb. 28. 1666 […] concerning a way of his, for taking the diameters of the planets, and for knowing the parallax of the moon; as also the reason, why in the solar eclipse above calculated, the diameter of the moon did increase about the end. In: Philosophical Transactions. Band 1, Nr. 21, 21. Januar 1667, S. 373–375 (doi:10.1098/rstl.1665.0138).
- Du Micromètre. In: Divers ouvrages de mathematique et de physique. Paris 1693, S. 413–422 (Digitalisat).

Einige Briefe in:
- Lettres de M. Auzout sur les grandes lunettes. Voyages de MM. Cassini, en France, en Italie, en Flandre, en Hollande, & en Angleterre. Observations envoyees des Indes & de la Chine a l'Academie Royale des Sciences. Pierre Mortier, Amsterdam 1735 (Digitalisat, Digitalisat).